# خشب الورد

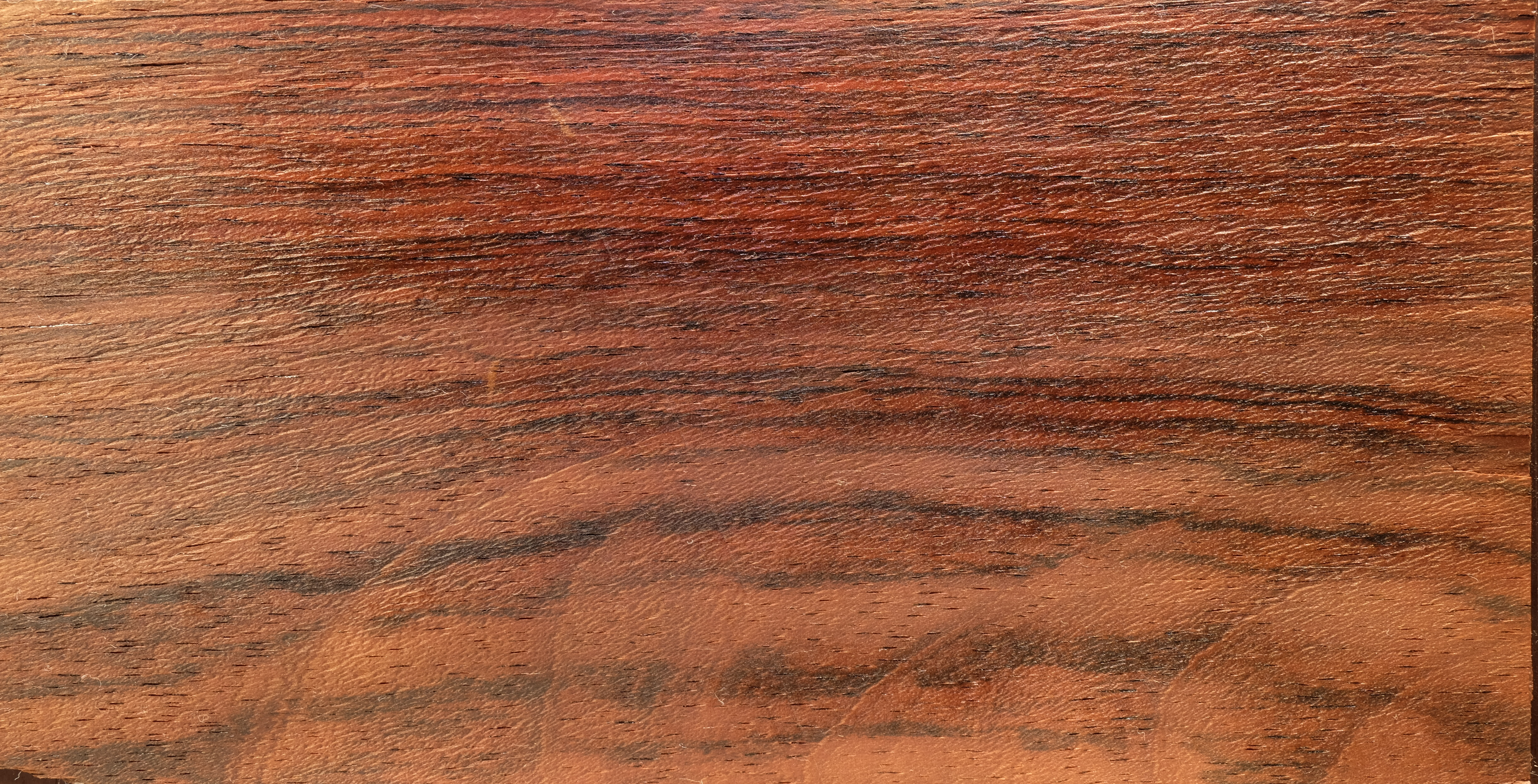
سطح تقليد من خشب الورد (ساسم أسود).

خشب الورد (الجمع: أَخْشَاب الوَرد) هو نوع من الأخشاب الغنية بتدرج اللون، والتي غالبًا ما تكون ذات لون بني مع تقليم بألوان أدكن ولكن يمكن أن تأتي بتدرجات ألوان مختلفة. يعتبر خشب الورد من الأخشاب الجميلة الشكل والراقية الاستخدام وهو من الأخشاب غالية الثمن وأليافه مموجة وتزداد جمالا بعد دهانها وطلائها ويستعمل هذا الخشب في الأعمال الفنية المنحوتة وفي صناعة الأثاث الفاخر وهو من الأخشاب ذوات الوزن الثقيل ويمكن استعمال قشرته في أعمال تكسية الجدران للحصول على جدران مموجة الألياف جميلة الشكل. مع العلم أنه لا يستخدم للتفحيم لعدم جدوتها اقتصاديًا.

## خشب الورد الحقيقي

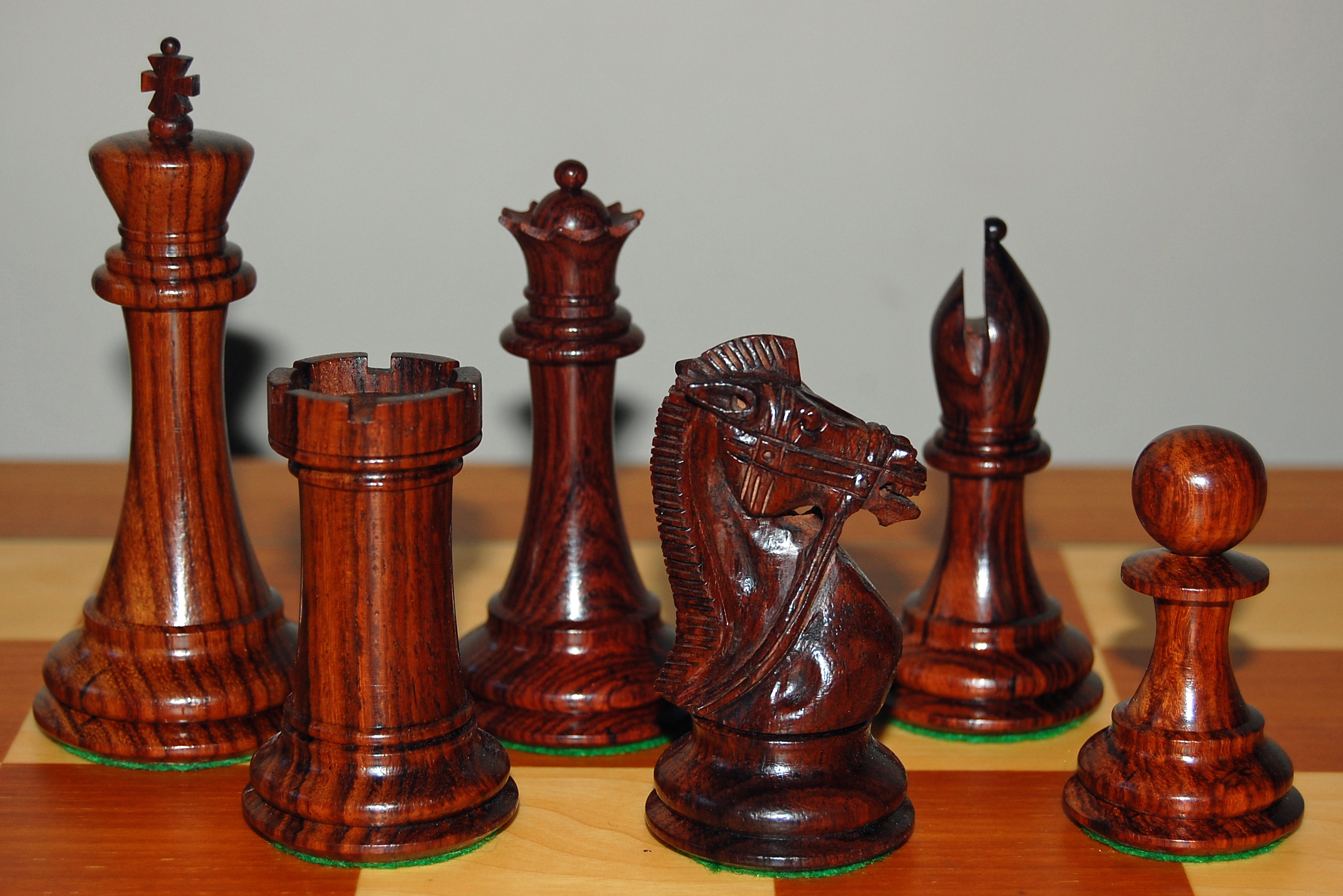
قطع شطرنج من خشب الورد ساسم عريض الأوراق

جميع أنواع خشب الورد الحقيقية تنتمي إلى جنس الساسم. إن خشب الورد البارز الذي تم تقديره في العالم الغربي هو خشب الساسم الأسود الذي أصبح الآن نوعا من الأنواع المهددة بالانقراض المدرجة في معاهدة التجارة العالمية لأصناف الحيوان والنبات البري المهدد بالانقراض في التذييل 1، وهو ما يعني عدم وجود مبيعات تجارية للخشب الذي تم قطعه بعد عام 1992. ويعرف أيضا باسم خشب الورد البرازيلي وخشب الورد باهيا. هذا الخشب لديه رائحة حلوة قوية التي قد تستمر لسنوات عديدة ولذلك سمي خشب الورد.
نوع آخر من خشب الورد الكلاسيكي يأتي من شجر الساسم عريض الأوراق المعروف باسم خشب الورد الهندي أو سونوكلينغ (اندونيسيا). موطنه في الهند ويزرع أيضا في المزارع في أماكن أخرى في جنيوت في باكستان. خشب الورد المدغشقري (الساسم البحري) ثمين للغاية للونه الأحمر. وهو استغل استغلالا مفرطا في البرية على الرغم من الوقف الاختياري الذي تم فرضه على التجارة وقطع الأشجار المحظور لعام 2010 ().
في جميع أنحاء جنوب شرق آسيا يتم حصاد الساسم الأوليفيري لاستخدامه في النجارة. لهذا الخشب نشارة عطرة جداً وكثيفة بالقرب من اللب ولكن خشب النسغ الخارجي لين ومسامي. خشب الساسم حاد الحرف ذو اللون المتدرج من الكستنائي المبرقش إلى اللون البني الفاتح، وهو خشب أسود يباع باسم خشب الورد البورمي.
بعض خشب الورد يأتي من الساسم المدملك المعروف أيضا باسم خشب الورد النيكاراغوي أو باليزاندر، الذي تسيطر عليه معاهدة التجارة العالمية لأصناف الحيوان والنبات البري المهدد بالانقراض بموجب الملحق 2 الذي يسمح ببعض النشاط التجاري. العديد من الأنواع المعروفة باسم خشب الورد الغواتيمالي أو خشب الورد البنمي: الساسم التوكوروي والساسم الكوبلكيتزي. خشب الورد الهندوراسي: الساسم الستيفنسوني هو أيضا على الملحق 2 من CITES ويستخدم لصناعة مفاتيح ماريمبا وأجزاء الإيتار والكلارينت وغيرها من التطبيقات الموسيقية والزينة.
ليست كل الأنواع في جنس الساسم تسعمل في إنتاج خشب الورد ولكن فقط حوالي اثني عشر نوعا منها. بعض الأنواع الأخرى في جنس الساسم تستعمل لإنتاج أنواع ملحوظة من الأخشاب الشهيرة مثل الخشب الأسود الأفريقي والكوكوبولو وخشب الملك وخشب التوليب. والخشب من بعض الأنواع الأخرى هو للاستخدام في مقابض الأدوات في أحسن الأحوال.

## أنواع أخرى من خشب الورد
في تجارة أخشاب المنشور تباع العديد من الأخشاب تحت اسم خشب الورد عادة مع إضافة صفة للتمييز بين الأنواع. وهناك عدد لا بأس به من هذه الأخشاب تأتي من أجناس الفصيلة البقولية الأخرى؛ منها نوع المشاريوم متصلب الخشب الذي يباع باسم خشب الورد البوليفي.

## انظر ايضًا
- ساسم أسود
- ساسم أوليفري
- ساسم بحري
- ساسم حاد الحرف
- ساسم ستيفنسوني
- ساسم عريض الأوراق
- ساسم مدملك